# Цапля в геральдике
Цапля (греч. Herodios; лат. Ardea) — естественная негеральдическая гербовая фигура.
В международной геральдике необходимо чётко отличать однотипных пернатых птиц: журавль (отсутствует хохолок на голове), аист (концы маховых перьев крыла, окрашены в чёрный цвет). В европейской геральдике широко используется в личных и родовых гербах со значением — бдительность. В территориальных гербах цапля с хохолком почти не встречается — её заменяет аист. В русской геральдике применяется только термин — аист или журавль.
В эмблематике символ любопытства, бдительности и спокойствия, олицетворяет деликатность (взлетая не мутит воды).

## Блазонирование
При изображении цапли (журавля или аиста) в профиль, обращённый геральдически вправо и стоящей на одной ноге, то это эмблема осторожности. Если другая нога согнута в колене и держит лапой камень, то она трактуется, как эмблема бдительности. Цапля, стоящая на одной ноге и зажавшая в другой лапе стрелы  — эмблема осторожности, предотвращающей происки врагов. Цапля (аист, журавль) стоящая на одной ноге, с головой повёрнутой к хвосту, а не вперёд вправо, служит эмблемой трусости. Крайне редко встречается цапля (журавль) с поднятыми крыльями, оторвавшимися от земли и висящие в воздухе, означает эмблему — паники. Цвет цапель обычно естественный —  белый (серебряный). Если клюв, лапы, хохолок, глаза отличаются от общего цвета птицы, то это указывается в описании герба.

## Использование
Используется в территориальной геральдике: Сысерть.

## Примеры
- Герб Кексгольма
- Герб Сысерти
- Герб Романовского района
- Герб города Чаплинек, Польша